# Donald Slayton
Donald Kent Slayton, detto Deke (Sparta, 1º marzo 1924 – League City, 13 giugno 1993), è stato un astronauta e aviatore statunitense.
Fece parte del primo gruppo di astronauti scelti dalla NASA nel 1959, ma il suo primo ed unico volo nello spazio avvenne solo nel 1975 con la missione Apollo-Sojuz-ASTP.

## Inizio della carriera
Il giorno del suo diciottesimo compleanno (il 1º marzo 1942), Slayton si arruolò come volontario presso l'aeronautica militare statunitense. Terminato l'addestramento da pilota venne trasferito in Europa, dove volò su bombardieri tra il 1943 e il 1944. Verso la metà del 1944 fece ritorno negli Stati Uniti operando come istruttore di volo per aspiranti piloti di bombardieri. Ad aprile del 1945 dovette rientrare al fronte, questa volta per missioni di bombardamento in Giappone.
Terminata la guerra, iniziò nel 1946 uno studio di tecnica di volo presso l'Università del Minnesota. Nel 1949 venne assunto dalla Boeing di Seattle, dove gli venne assegnato l'incarico dello sviluppo di sistemi elettronici nonché delle forme delle superfici di sostegno.
Nel 1951 Slayton prestò servizio nella Air National Guard, in un primo momento a Minneapolis, Minnesota, dopo a Bitburg, in Germania. In questa città conobbe Marjorie Lunney, che sposò il 15 maggio 1955.
A giugno dello stesso anno, Slayton fece ritorno negli Stati Uniti, iscrivendosi alla scuola per piloti collaudatori dell'aeronautica militare americana presso l'Edwards Air Force Base in California. Dal gennaio del 1956 ad aprile del 1959 prestò servizio presso suddetta base.

## Astronauta del programma Mercury senza volo
Slayton fu uno dei 110 piloti scelti dalla NASA a far parte del primo più ristretto gruppo di aspiranti astronauti. Fu in grado di superare tutti gli esami con bravura e pertanto venne chiamato a far parte del gruppo dei Mercury Seven, cioè i primi sette astronauti americani scelti e presentati al pubblico il 9 aprile del 1959.
Ad ognuno dei sette astronauti scelti venne assegnato un incarico speciale, per assicurare in questo modo che le esperienze maturate durante il loro lavoro da piloti collaudatori, influisse e contribuisse decisamente nell'elaborazione e perfezionamento del programma di volo. Slayton ebbe l'incarico di dedicarsi principalmente allo sviluppo del razzo del tipo Atlas destinato a portare in orbita le capsule Mercury.
La NASA programmò che in un primo momento dovevano essere dei razzi del tipo Redstone a portare diversi astronauti nello spazio mediante un semplice volo balistico. Il volo con il numero MR-6 (Mercury-Redstone), che avrebbe dovuto lanciare Slayton nello Spazio come quarto lancio di una capsula Mercury venne programmato per l'autunno dell'anno 1961.
A causa dei successi dell'Unione Sovietica, riuscita a far orbitare intorno alla Terra i cosmonauti Juri Gagarin e German Stepanovič Titov, la NASA decise di ridurre i voli suborbitali del tipo Redstone a tre. Pertanto Slayton avrebbe dovuto essere il primo cittadino americano a volare in un'orbita intorno alla Terra. Conclusi con successo i voli Redston di Alan Shepard e Virgil Grissom, la NASA volle accelerare i tempi e pertanto venne programmato di effettuare con la terza missione Mercury un volo con il razzo del tipo Atlas in grado di portare un uomo in orbita intorno alla Terra. Il 29 novembre 1961 la NASA rese noti gli equipaggi per le missioni MA-6 (programmata per dicembre e MA-7 (programmata per aprile 1962): John Glenn e Deke Slayton.
Slayton nominò il suo volo "Delta 7", ma non ebbe l'occasione di volare nello spazio a causa di un problema al suo cuore (fibrillazione atriale). La NASA era a conoscenza di ciò sin dal 1959, ma tolse a Slayton l'idoneità al volo solo il 15 marzo del 1962, cioè circa un mese prima del termine programmato per il lancio della missione. Slayton non venne sostituito dal suo uomo di riserva Walter Schirra bensì da Scott Carpenter che il 24 maggio partì per la missione MA-7, da lui nominata (come voleva la tradizione, secondo cui i piloti potevano scegliere un nome per la propria missione) "Aurora 7". Schirra invece volò con la missione MA-8, lanciata il 30 ottobre.

## Carriera da scrivania
Slayton in un primo momento poté continuare il suo addestramento da astronauta, partecipando ovviamente a tutte le analisi mediche di rito. Solo in un secondo momento assunse sempre più incarichi amministrativi all'interno della NASA. Fu così che venne nominato quale coordinatore di tutte le attività degli astronauti, divenendo presto direttore del neofondato ufficio degli astronauti per i programmi Mercury, Gemini e Apollo. Nel 1963, all'atto di una ristrutturazione organizzativa all'interno della NASA divenne vicedirettore del settore "Flight Crew Operations" per diventarne dal 1966 in poi il suo direttore.
A novembre del 1963, Slayton si congedò dall'aeronautica militare americana, restando comunque nel gruppo degli astronauti "inattivi" della NASA.
Slayton ricevette l'incarico di comporre gli equipaggi e di assegnare a questi le missioni del programma Gemini e del programma Apollo. Pertanto fu lui a decidere chi poteva volare su quale veicolo spaziale e chi poté camminare sulla Luna.

## Il tardivo volo nello spazio
Durante questi anni, Slayton fece di tutto per riacquisire l'idoneità di volo e poter ritornare allo stato di astronauta attivo. Si allenava quotidianamente, smise di fumare e di bere caffè e ridusse al minimo il consumo di bevande alcooliche. Così nell'estate del 1970 si poté diagnosticare che i suoi problemi al cuore erano spariti. Solo in seguito ad ulteriori ed accuratissime analisi mediche a marzo del 1972 gli venne nuovamente attestata l'idoneità al volo e per voli nello spazio. Il 9 febbraio 1973 Slayton venne nominato membro dell'equipaggio per la missione/progetto Apollo-Sojuz il primo rendezvous nello spazio di una capsula americana con una capsula sovietica. Dell'equipaggio fecero inoltre parte Tom Stafford e Vance Brand.
Seguì un allenamento intenso di oltre due anni, durante il quale Slayton, oltre a dover imparare la lingua russa, poté visitare per più volte l'Unione Sovietica. Per questo motivo, Slayton dovette sospendere il suo ruolo di direttore dell'Ufficio Astronauti dal febbraio del 1974.
La missione si svolse dal 15 luglio al 24 luglio del 1975. Slayton ebbe l'incarico di pilotare il modulo di aggancio delle due capsule. A 51 anni, Slayton era per allora l'astronauta più anziano ad avere il suo primo volo nello spazio. In orbita intorno alla Terra, il modulo Apollo si agganciò alla Sojuz 19 e gli astronauti poterono passare da un veicolo spaziale all'altro mediante l'apposito modulo di aggancio. Durante questi scambi almeno un astronauta rimaneva sempre nel suo veicolo. Slayton rimase per un'ora e 35 minuti a bordo della Sojuz. Durante il rientro della capsula Apollo fu evitata di poco una tragedia che avrebbe potuto costare la vita all'equipaggio. Durante questo rientro, venne omesso di azionare due interruttori che avrebbero dovuto attivare automaticamente il sistema di atterraggio. Ad un'altezza di ca. 7000 m, i paracadute di riserva avrebbero dovuto azionarsi automaticamente a causa dell'omissione predetta. L'equipaggio notò il malfunzionamento ed azionò manualmente tale funzione. All'incontrario, i getti di stabilizzazione che avrebbero dovuto bloccarsi con l'azionamento di tale funzione, si accesero nuovamente a causa della posizione instabile e non corrispondente ai programmi. Per effetto di tale combinazione, la capsula inizio a dondolare. Solo dopo circa 30 secondi, l'equipaggio fu in grado di spegnere gli stabilizzatori. Durante tutto il periodo comunque dei gas tossici erano entrati all'interno della capsula a causa di una valvola erroneamente aperta. Pure i paracadute principali non si aprirono automaticamente. L'astronauta Brand fu comunque in grado di azionare tale funzione manualmente all'altezza di ca. 2700 m. L'ammaraggio fu abbastanza violento e la capsula si trovò in una posizione capovolta. Fu nuovamente Brand ad essere in grado di azionare il congegno di rialzo della capsula prima di perdere i sensi. Stafford riuscì a infilare all'astronauta privo di sensi una maschera d'ossigeno e, non appena la capsula fu rialzata, ad aprire il portello d'entrata. I gas tossici spirarono immediatamente a causa dell'entrata di aria fresca. L'equipaggio dovette comunque rimanere in osservazione per due settimane in un ospedale.

## Lo Space Shuttle
La missione Apollo Sojuz-ASTP fu l'ultimo volo di un veicolo spaziale del tipo Apollo. In seguito la NASA si concentrò quasi esclusivamente sull'elaborazione e sul perfezionamento dello Space Shuttle. Dal dicembre 1975 in poi, Slayton fu direttore del programma di collaudo per il rientro e l'atterraggio (Approach and Landing Tests) dello Space Shuttle Enterprise operando in California.
Terminato tale programma a novembre del 1977 assunse, fino a febbraio 1982 l'incarico di Manager dell'Orbital Flight Training Program contribuendo alla preparazione dei primi sei voli dello Space Shuttle. Slayton fu inoltre responsabile del trasporto dello Shuttle dalla California a Cape Canaveral con un Boeing 747 appositamente modificato.

## Dopo la NASA
Slayton lasciò la NASA il 27 febbraio 1982 e divenne presidente della Space Services Inc., una società privata dell'industria spaziale, la quale fu in grado di lanciare con successo il razzo Conestoga un anno dopo l'assunzione di Slayton (1983). Inoltre assunse compiti, incarichi e posizioni direttive presso altre ditte operanti in questo settore. Pure nel 1983 Slayton si è sposato per la seconda volta.
Deke Slayton è deceduto il 13 giugno 1993 a League City all'età di 69 anni a causa di un tumore al cervello. Dopo i funerali, il corpo di Slayton venne cremato.